# En dag på stranden
En dag på stranden er en dansk kortfilm fra 1995, der er instrueret af Jesper Kodahl.

## Handling
En ung kvinde kidnappes af en organisation, der vil hendes overfladiske og indholdsløse tilværelse til livs. De vil gøre hende til et tænkende og selvstændigt menneske ved hjælp af tvang og tortur.